# Metallaxis teledapa
Metallaxis teledapa là một loài bướm đêm trong họ Geometridae.